# Make it!
「Make it!」（メイク イット）は、i☆Risの6枚目のシングル。2014年8月20日にDIVE II entertainmentから発売された。

## 概要
- 表題曲「Make it!（読み：メイク イット）」は、テレビ東京系アニメ「プリパラ」第1クールオープニングテーマに起用された[3]。以降、「Ready Smile!!」まで「プリパラ」のオープニング主題歌はi☆Risが担当した。
- ジャケット写真は2014年6月29日に撮影され、ミュージックビデオは2014年7月1日に撮影された。
- ミュージックビデオの映像監督は、福居英晃が務めた。
- CDのみ盤にのみ、「Secret Pure Love」が収録されている。
- 初回封入特典は、i☆Risロゴ入りプロモマイチケ「リズミカルブルーアイドルワンピ」が1枚封入されている[4]。

## 収録曲

### CD+DVD盤
1. Make it! [4:15]
作詞：森月キャス、作曲・編曲：渡辺徹
  - テレビ東京系アニメ「プリパラ」第1クールオープニングテーマ
2. ユメノツバサ [4:04]
作詞：Mio Aoyama、作曲：丸山真由子 、編曲：清水武仁
3. Make it!（Instrumental）
4. ユメノツバサ（Instrumental）

DVD
1. Make it! -Music Video-
2. Make it! -Off Shot Movie-

### CDのみ盤
1. Make it!
2. ユメノツバサ
3. Secret Pure Love [4:22]
作詞：Mio Aoyama、作曲：丸山真由子、編曲：ats-
4. Make it!（Instrumental）
5. ユメノツバサ（Instrumental）
6. Secret Pure Love（Instrumental）

## カバー・バージョン違い
『プリパラ』内
アニメ『プリパラ』劇中では、i☆Risのメンバーがそれぞれの担当キャラクターの声で歌い直したバージョンが存在する。
- SoLaMiDressing[メンバー 1] & ファルル（赤﨑千夏） - 2015年6月17日発売のアルバム『プリパラ ミュージックコレクション』収録。
- SAINTS[メンバー 2] & SoLaMiDressing[メンバー 1] - 2015年9月11日発売のDVD / BD『劇場版プリパラ み〜んなあつまれ！プリズム☆ツアーズ テラコズミック☆スペシャルツアーセット』特典CDに収録。
- 真中らぁら（茜屋日海夏） & 愛媛なお（南條愛乃） - 2017年4月19日発売のアルバム『劇場版プリパラ み〜んなでかがやけ！キラリン☆スターライブ！ SONG COLLECTION』収録。

その他
- Pastel*Palettes［丸山彩（前島亜美）］ - 2021年2月28日にゲーム『バンドリ! ガールズバンドパーティ!』に追加収録[5]。

### ユニットメンバー
1. 1 2  真中らぁら（茜屋日海夏）、南みれぃ（芹澤優）、北条そふぃ（久保田未夢）、東堂シオン（山北早紀）、ドロシー・ウェスト（澁谷梓希）、レオナ・ウェスト（若井友希）
2. ↑  阿澄佳奈、大久保瑠美、加藤英美里